# 빅 히스토리 프로젝트
빅 히스토리 프로젝트는 빌 게이츠와 데이비드 크리스찬에 의해 시작되었다.데이비드 크리스찬이우주, 지구, 생명, 인간의 역사를 통일적으로 이해하려는 시도로 묘사되는 빅 히스토리라는 주제에 대한 세계적인 가르침을 가능하게 하기 위해 시작되었다. 빅뱅부터 현재까지를 학제간 연구 방식으로 역사를 다루는 코스이다. 빅 히스토리 프로젝트는 고교생들 사이에 더 큰 사랑과 학습능력을 육성하기 위해 헌신하고 있다..
빌 게이츠는 빅 히스토리: 빅뱅, 지구상의 생명, 그리고 인류의 출현. 빌 게이츠에게 그는 정말 나를 날려버렸다. 여기 이공계, 인문계, 사회계 전반을 읽어서 하나의 틀로 하나로 모아놓은 사람이 있다. 그것은 내가 어렸을 때 큰 역사를 쓸 수 있었기를 바랬는데, 그 이유는 그것이 나에게 모든 학교 일과 그 뒤에 따르는 독서에 대해 생각할 수 있는 길을 마련해 주었기 때문이다. 특히, 그것은 과학을 흥미로운 역사적 맥락에 놓았고, 많은 현대적 관심사에 어떻게 적용하는지 설명했다.
게이츠와 크리스찬이 만나 강연에 대해 논의한 후, 빅 히스토리 프로젝트의 기원이 일어났다. 그들은 이 프로젝트를 창간했고, 가능한 한 전 세계의 많은 학생들에게 큰 역사를 가르치기 위해라는 그들의 명시적인 목표를 달성하기 위한 팀을 개발했다.
그 목표를 달성하기 위해 2011년 TED(컨퍼런스)에서 빅 히스토리 프로젝트가 시작되었다. 2011년 3월 2일 캘리포니아 롱비치에서 열린 컨퍼런스에서 시작되었다. 데이비드 크리스찬은 빅 히스토리를 요약한 18분짜리 강의와 9학년 학생들을 대상으로 한 강의실 시험 강좌의 세계적인 온라인 전달을 만들겠다는 의도를 제시했다. 그의 발표는 빌 게이츠가 만든 지식 혁명 부분의 일부였다. 크리스찬의 TED강연이 게시되었고, 그 연결고리는 아래에서 찾을 수 있다. 빅 히스토리 프로젝트 웹사이트는 크리스찬의 TED 발표를 지원하는 일정의 일부 pdf 버전도 제공했다. 그 링크는 또한 아래에서 찾을 수 있다.
1. ↑  “International 빅 히스토리 협회 - 홈”. 《www.ibhanet.org》. 2018년 1월 20일에 원본 문서에서 보존된 문서. 2016-06-1:에 확인함.
2. ↑  “Big History Project”. 《www.bighstoryProject.com》. 2016-06-1:에 확인함.
3. ↑  “Big 역사 프로젝트 - Macquarie University”. 《bighistoryinstitute.org》. 2016년 5월 28일에 원본 문서에서 보존된 문서. 2016-06-1:에 확인함.
4. ↑  So Bill gate=So Bill gates=So Bill gateshoodso Bill gateshoodso Bill gates뉴욕타임즈=0362-4331.  Bill Gates has this idea has a has a History class ... https://.nytimes.com/2014/09/07/magazine/so-bill-gate-has-is-idea-for-history-class.html=so Bill Gates has this idea has a has a History class ... |url= 값 확인 필요 (도움말). |제목=이(가) 없거나 비었음 (도움말)[깨진 링크(과거 내용 찾기)]
5. ↑  “TED2011: 프로그램”. 《컨벤션.ted.com》. 2011년 7월 16일에 원본 문서에서 보존된 문서. 2019년 9월 30일에 확인함.